# Mugi (Tokushima)
Mugi (牟岐町 Mugi-chō?) es un pueblo localizado en la prefectura de Tokushima, Japón. En junio de 2019 tenía una población estimada de 3.852 habitantes y una densidad de población de 68 personas por km². Su área total es de 56,62 km².

## Geografía

### Localidades circundantes
- Prefectura de Tokushima
  - Kaiyō
  - Minami

## Demografía
Según los datos del censo japonés, esta es la población de Mugi en los últimos años.
| 1995  | 2000  | 2005  | 2010  | 2015  |
| ----- | ----- | ----- | ----- | ----- |
| 6.251 | 5.755 | 5.391 | 4.826 | 4.259 |

## Relaciones internacionales

### Ciudades hermanadas
- Puyan, Taiwán – desde el 22 de julio de 1983